# ニュルンベルク地下鉄

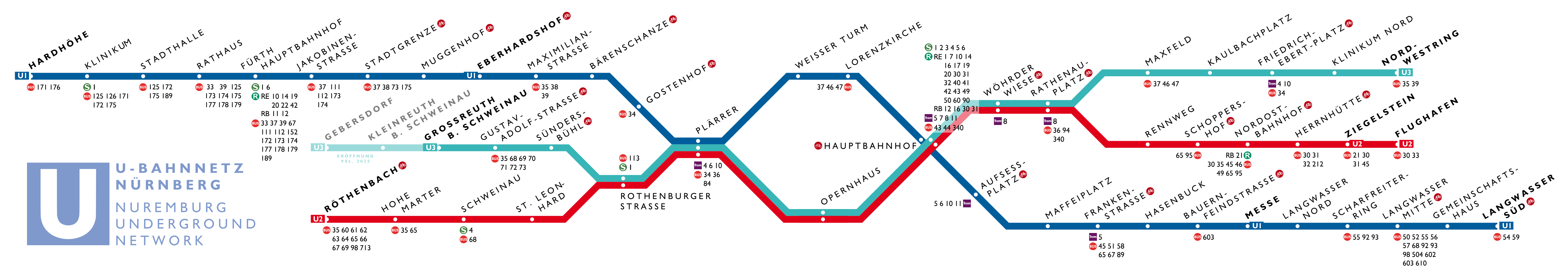
路線図。

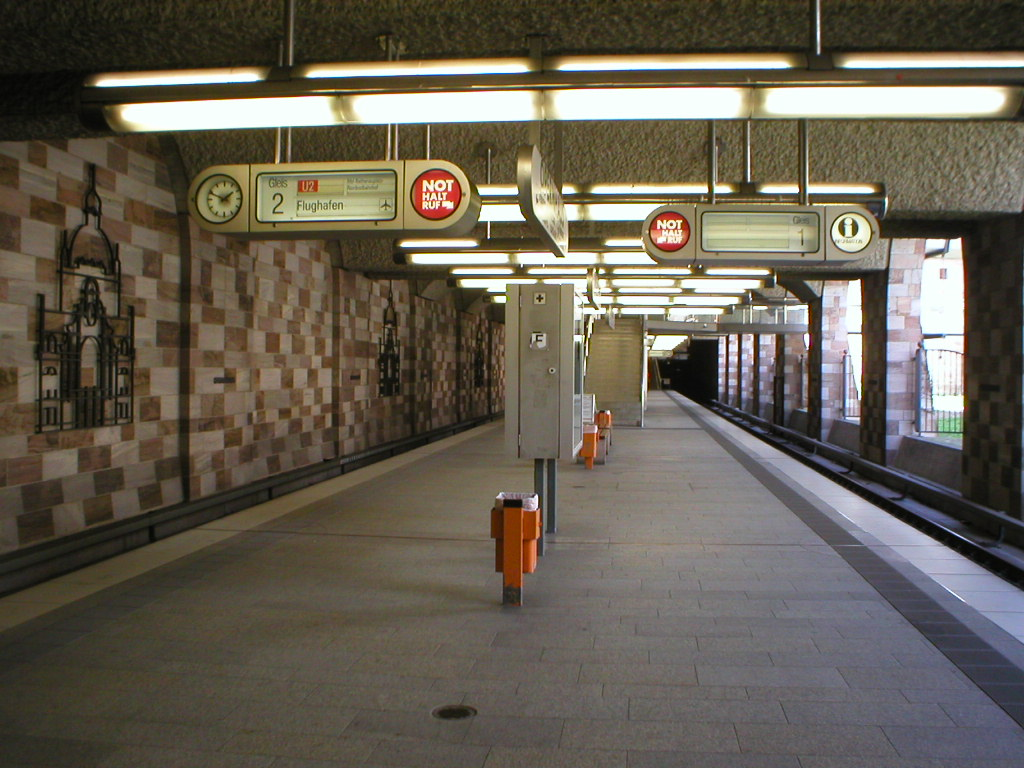
Opernhaus駅（U2・３）

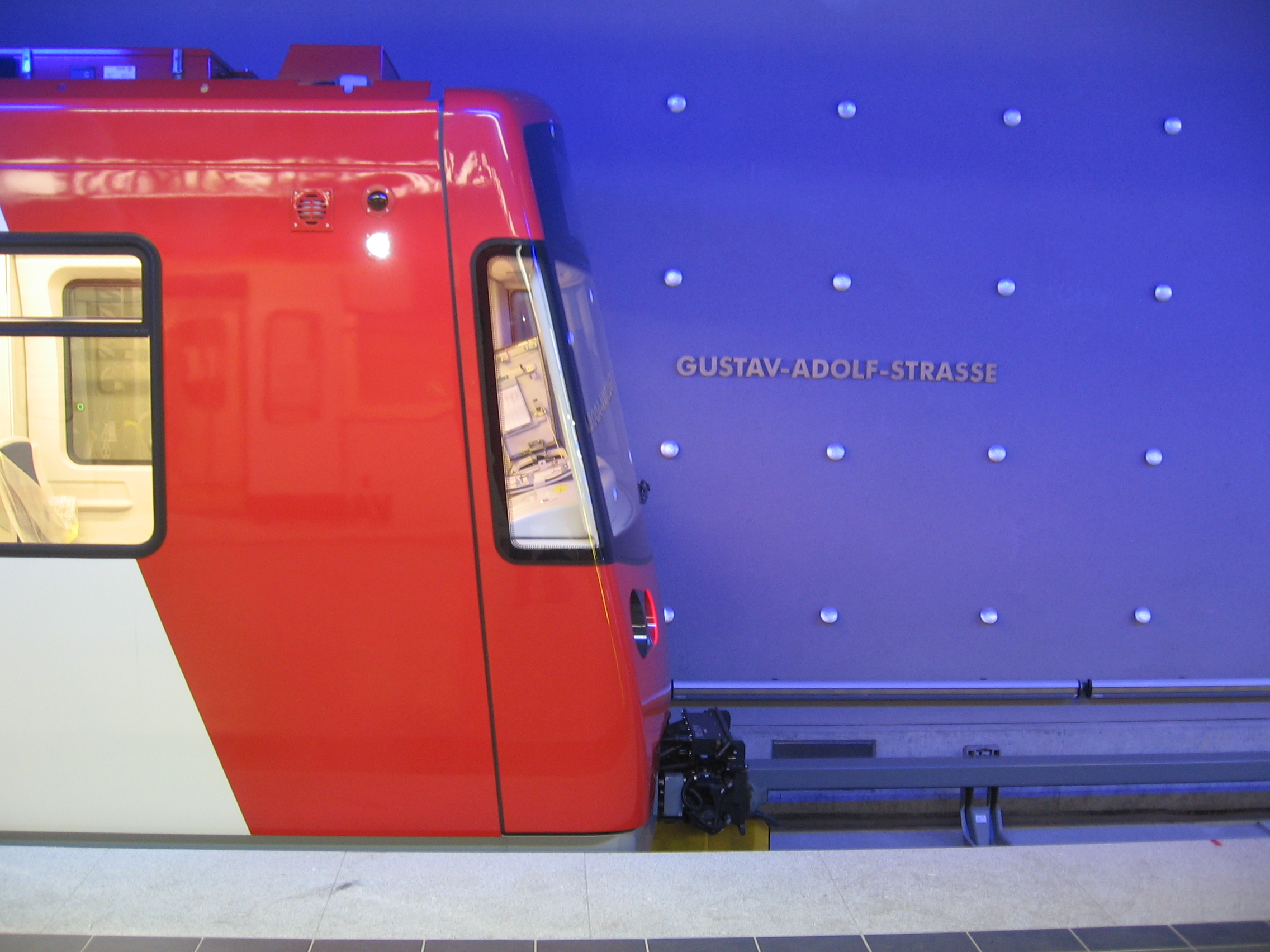
U3のDT3型車輌

ニュルンベルク地下鉄（U-Bahn Nürnberg）は、ドイツ・バイエルン州のニュルンベルクおよびフュルトを走行する地下鉄である。

## 概要
3路線（U1、U2、U3）が運行されている。

U1はフュルト・ハルトヘーエからフュルト・フリードリヒ・アレクサンダー大学病院 (Fürth Klinikum) 、フュルト中央駅、ニュルンベルク中央駅などを経てランクヴァッサー南駅 (Langwasser Süd) まで通じる。なお、フュルトからニュルンベルクの地上線は、ドイツで最初にルートヴィヒ鉄道 (Ludwigseisenbahn) が開通した区間である。

U2は郊外のレーテンバッハ (Röthenbach) からニュルンベルク中央駅を経て、ニュルンベルク空港まで通じる。

U3はグスタフ・アドルフ・シュトラーセ (Gustav-Adolf-Straße) からU2との共用区間（Rothenburger Straße – Rathenauplatz）を経て、 ノルトヴェストリンク（Nordwestring）へ至る。
ニュルンベルク地下鉄は、1967年に建設着工が決定された。U1線は1972年に部分開通、1973年に全区間開通した。U2線は1984年に部分開通、以降は徐々に延伸され、1999年に空港まで開通した。U3線は2008年から2017年にかけて順次開通した。